# Epameinóndás
Epameinóndás (asi 410–362 př. n. l.) byl thébský generál a státník žijící ve 4. století př. n. l., který přetvořil antický městský stát Théby v jednu z nejvýznamnějších sil v tehdejším Řecku. Zpočátku se postupně vymanil ze spartské nadvlády, v bitvě u Leukter zlomil spartskou vojenskou sílu a osvobodil messénské heilóty, skupinu peloponéských Řeků, kteří se přes dvě stě let nacházeli ve spartském otroctví. Epameinóndás změnil politickou mapu starověkého Řecka, napomohl rozpadu původních spojeneckých svazků, zasloužil se o vytvoření nových a dohlížel na budování celých měst. Ovlivnil též vývoj vojenství, vytvořil a zavedl množství význačných bitevních taktických postupů.  Epameinóndás nejenže převrátil naruby všechny dosavadní taktické koncepce, nýbrž zahájil revoluci ve vojenské taktice, neboť jako první uplatnil stupňovité rozmístění pěchoty a zároveň uskutečnil jeden z prvních koncentrovaných útoku proti klíčové části nepřátelské linie. Tato nová taktická aplikace falangy, zavedená Epameinóndem, využila poprvé v historii válek moderního principu lokální převahy nad nepřátelskými silami. Epameinóndovo použití této doktríny bylo přímým důsledkem uplatnění podobného manévru thébským vojevůdcem Pagondou v bitvě u Délia. Filip II. Makedonský, který tehdy pobýval jako rukojmí v Thébách, byl touto bitvou bezpochyby silně ovlivněn při rozvoji vlastní, vysoce efektivní taktické koncepce. Jeho syn Alexandr Veliký dovedl pak Filipovy teorie k takřka úplné dokonalosti.
Epameinóndás zemřel v Bitvě u Mantineie v Arkádii 362 př. n. l. , když opět použil taktiku kosého šiku a porazil vojsko Peloponéského spolku v čele se Spartou, posílené o oddíly Athénských a Elijských.